# Афганистан на Олимпийских играх
Афганистан участвовал в 15 Летних Олимпийских играх, но никогда не принимал участия в зимних Олимпийских играх. Впервые представители этой страны появились на Олимпиаде 1936 года в Берлине, где сборная по хоккею на траве заняла пятое место. Также афганские хоккеисты выступали на Играх 1948 и 1956 годов. В Олимпиаде 1948 года участвовала и афганская футбольная команда. На данных Играх Афганистан был представлен наибольшим числом спортсменов (31 человек).
Афганистан не принимал участие в Играх в Барселоне в 1992 году, но флаг Афганистана был вынесен на церемонии открытия игр и прислал только лишь двух представителей на Игры в Атланте в 1996 году. В 1999 году Афганистану не разрешили участвовать в Олимпийских играх из-за дискриминации женщин, практиковавшейся во время правления первого правительства Исламского Эмирата Афганистана. Таким образом, Афганистан не участвовал в Олимпиаде в Сиднее (2000). Право на участие в играх было возвращено в 2002 году после свержения режима «Талибан». На Играх в Афинах (2004) участвовало 5 спортсменов, среди которых впервые было две женщины. Это оказалось историческим событием для Афганистана.
На Олимпийских играх в Пекине (2008) от Афганистана участвовало четыре спортсмена: трое мужчин и одна женщина — Мехбоба Адьяр. Из-за участия в Олимпийских играх Мехбобе Адьяр угрожали убийством.
Афганистан завоевал свою первую медаль на Играх в Пекине, где 21-летний Рохулла Никпай выиграл бронзу в соревнованиях по тхэквондо в весе до 58 кг. Спустя 4 года на Играх в Лондоне он же завоевал ещё одну олимпийскую бронзу, на этот раз в категории до 68 кг.
Участие Афганистана в летних Олимпийских играх 2024 года было под сомнением на фоне возвращения режима «Талибан» к власти в августе 2021 года. В июне 2024 года было подтверждено, что делегация будет состоять из трёх мужчин и трёх женщин. Однако Талибан заявил, что не признает трех участвующих женщин (все из которых в настоящее время живут в изгнании), а МОК не допустил ни одного официального представителя Талибана на Игры. Все шесть спортсменов соревновались под флагом и гимном Исламской Республики Афганистан.
Спортсмены Афганистана за время участия в Играх были представлены в лёгкой атлетике, боксе, вольной и греко-римской борьбе, дзюдо, тхэквондо, футболу, хоккею по траве, плавание и стрельбе.

## Медалисты
| Медаль | Имя            | Игры        | Вид спорта | Дисциплина |
| ------ | -------------- | ----------- | ---------- | ---------- |
| Бронза | Рохулла Никпай | Пекин 2008  | Тхэквондо  | до 58 кг   |
| Бронза | Рохулла Никпай | Лондон 2012 | Тхэквондо  | до 68 кг   |

## Таблица медалей

### Летние Олимпийские игры
| Игры                | Спортсменов          | Золото               | Серебро              | Бронза               | Всего                | Место                |
| ------------------- | -------------------- | -------------------- | -------------------- | -------------------- | -------------------- | -------------------- |
| 1936 Берлин         | 19                   | 0                    | 0                    | 0                    | 0                    | —                    |
| 1948 Лондон         | 31                   | 0                    | 0                    | 0                    | 0                    | —                    |
| 1952 Хельсинки      | не принимал участие  | не принимал участие  | не принимал участие  | не принимал участие  | не принимал участие  | не принимал участие  |
| 1956 Мельбурн       | 16                   | 0                    | 0                    | 0                    | 0                    | —                    |
| 1960 Рим            | 18                   | 0                    | 0                    | 0                    | 0                    | —                    |
| 1964 Токио          | 8                    | 0                    | 0                    | 0                    | 0                    | —                    |
| 1968 Мехико         | 5                    | 0                    | 0                    | 0                    | 0                    | —                    |
| 1972 Мюнхен         | 8                    | 0                    | 0                    | 0                    | 0                    | —                    |
| 1976 Монреаль       | не принимал участие  | не принимал участие  | не принимал участие  | не принимал участие  | не принимал участие  | не принимал участие  |
| 1980 Москва         | 11                   | 0                    | 0                    | 0                    | 0                    | —                    |
| 1984 Лос-Анджелес   | не принимал участие  | не принимал участие  | не принимал участие  | не принимал участие  | не принимал участие  | не принимал участие  |
| 1988 Сеул           | 5                    | 0                    | 0                    | 0                    | 0                    | —                    |
| 1992 Барселона      | не принимал участие  | не принимал участие  | не принимал участие  | не принимал участие  | не принимал участие  | не принимал участие  |
| 1996 Атланта        | 2                    | 0                    | 0                    | 0                    | 0                    | —                    |
| 2000 Сидней         | не принимал участие1 | не принимал участие1 | не принимал участие1 | не принимал участие1 | не принимал участие1 | не принимал участие1 |
| 2004 Афины          | 5                    | 0                    | 0                    | 0                    | 0                    | —                    |
| 2008 Пекин          | 4                    | 0                    | 0                    | 1                    | 1                    | 80                   |
| 2012 Лондон         | 6                    | 0                    | 0                    | 1                    | 1                    | 79                   |
| 2016 Рио-де-Жанейро | 3                    | 0                    | 0                    | 0                    | 0                    | —                    |
| 2020 Токио          | 5                    | 0                    | 0                    | 0                    | 0                    | —                    |
| 2024 Франция        | 6                    | 0                    | 0                    | 0                    | 0                    | —                    |
| 2028 Лос-Анджелес   | будущее событие      |                      |                      |                      |                      |                      |
| 2032 Брисбен        | будущее событие      |                      |                      |                      |                      |                      |
| Итого               | Итого                | 0                    | 0                    | 2                    | 2                    |                      |

1Афганистану запретили участвовать в Олимпийских играх из-за дискриминации женщин по законам талибана этого времени.

### Медали по видам спорта
| Виды спорта | Золото | Серебро | Бронза | Всего |
| ----------- | ------ | ------- | ------ | ----- |
| Тхэквондо   | 0      | 0       | 2      | 2     |
| Итого       | 0      | 0       | 2      | 2     |